# 예산 단층
예산 단층(禮山 斷層, Yesan Fault)은 한반도 경기 지괴 내 평택호 부근, 대한민국 충청남도 아산시 인주면에서 시작해 선장면, 예산군 예산읍, 광시면 등을 지나 보령시 화성면, 청라면까지 이어지는 총 연장 60 km 정도의 추정 단층이다. 앞서 언급한 지역은 1:100만 지질도 상에는 모두 단층이 지나는 것으로 표기되어 있으나 선구조만 뚜렷할 뿐 단층이 있는지는 불분명하다. 예산 단층은 홍성단층에 비해서 비교적 뚜렷한 선형구조를 이루고 있으나 지형적으로 단층을 인지할 만한 정도는 아니다. 아산시 인주면 내를 통과한 선형구조는 아산시 선장면을 지난다. 무한천을 따라서 남남동 방향으로 연장되는 선형구조는 예산시내, 예당저수지, 예산군 광시면, 청양군 비봉면 가남평야를 지나서 청양군 화성면 화성면내를 통과하고, 보령시 청라면까지 약 61km 연장된다. 선형구조가 예산군 예산읍을 통과하기 때문에 한국지질자원연구원의 보고서에는 '예산 단층'이라 명명되어 있으나, 아래 2개의 단층 노두를 제외하면 아직까지 구체적인 연구나 보고는 없다.

## 노두
다음은 한국지질자원연구원이 2012년 발간한 보고서에 보고된 예산 단층의 노두 위치이다.
| 위치                   | 좌표                                                                          | 주향     | 경사     | 성향 | ESR 연대측정 | 비고                                  |
| ---------------------- | ----------------------------------------------------------------------------- | -------- | -------- | ---- | ------------ | ------------------------------------- |
| 예산군 광시면 하장대리 | 북위 36° 32′ 15.40″ 동경 126° 46′ 10.70″ / 북위 36.5376111° 동경 126.7696389° | 북동 30° | 남동 75° |      |              | 청성교 부근 국도 제29호선의 북쪽 사면 |
| 홍성군 장곡면 행정리   | 북위 36° 30′ 52.90″ 동경 126° 45′ 09.70″ / 북위 36.5146944° 동경 126.7526944° | 북동 25° | 남동 85° |      |              | 천태지 입구 부근                      |

## 관련 지진
2023년 11월 25일 11시 53분 충남 예산군 북서쪽 2km 지역(북위 36° 41′ 17″ 동경 126° 49′ 52″ / 북위 36.688°  동경 126.831° , ±0.5 km)에서 규모 2.6의 지진이 발생하였다. 지진이 발생 깊이는 8 km이며 최대진도는 IV이다. 대한민국 기상청은 2023년 지진연보에서 지진이 예산 단층 부근에서 발생했다고 추정하였다. P파 초동극성을 이용한 단층면해는 북동-남서(주향 214°, 경사 89°, 면선각 165°; 역단층성 우수향 주향이동) 또는 북서-남동(주향 305°, 경사 75°, 면선각 1°; 거의 순수한 좌수향 주향이동) 방향의 주향이동단층 운동 특성을 보인다.

## 관련 기사
<국내 활성단층 450개 넘어…한반도는 '단층의 나라'> 뉴스원, 2016.9.23 - "수도권에는 추가령 단층이 대표적이며 충청지역에는 공주·예산·홍성·의당 단층, 호남지역에는 정읍·전주·순창-광주·비봉단층 등이 있는 것으로 조사됐다."
<잇단 충청권 지진, 그러나 원인 단층조차 파악 불가> 중도일보  - "한국지질자원연구원이 2012년 발간한 '활성단층지도 및 지진위험 지도 제작' 보고서에 따르면, 대전ㆍ충청권에 공주 단층, 십자가 단층, 당진 단층, 홍성 단층, 의당 단층, 예산 단층 등의 활성단층이 존재한다."

## 같이 보기
- 한국의 단층
- 공주 단층
- 당진 단층
- 홍성 단층
- 한국의 지진